# الهه (فیلم ۱۹۵۸)
الهه (انگلیسی: The Goddess) فیلمی به کارگردانی جان کرامول است که در سال ۱۹۵۸ منتشر شد.

## بازیگران
- کیم استنلی
- لوید بریجز
- استون هیل
- جوآن کاپلند
- الیزابت ویلسون
- جویس وان پاتن